# S. P. Somtow
Somtow Papinian Sucharitkul, más conocido como S. P. Somtow (en tailandés: สมเถา สุจริตกุล, rtgs: Somthao Sucharitakun, Bangkok, 30 de diciembre de 1952) es un director de cine, compositor, director de orquesta, escritor y guionista tailandés. Como compositor, ha sido el introductor del género de la ópera en su país. Como escritor, es autor de ciencia ficción, fantasía y terror, en idioma inglés. Tiene ciudadanía tailandesa y estadounidense.

## Biografía
Es sobrino-nieto del rey Rama VI. Estudió en el Eton College (Eton, Inglaterra) y en el Saint Catharine's College de la Universidad de Cambridge. Ha sido el promotor de la implantación de la ópera en su país y autor de las primeras óperas nacionales: Madana (1999), Mae Naak (2001), Ayodhya (2006), The Silent Prince (2010) y Dan no Ura (2014). Fue el fundador de la Ópera de Tailandia en Bangkok. Ha compuesto también música sinfónica. De igual manera ha producido óperas, siendo el responsable de la primera representación de la tetralogía El anillo del nibelungo de Richard Wagner en Asia (2006-2010).
Como escritor, ha destacado en la ciencia ficción con varias series de novelas, como Mallworld, Inquestor y Aquila. Ha publicado en revistas como Asimov's Science Fiction y Analog Science Fiction and Fact. En el género de horror, escribió Vampire Junction y una serie de novelas e historias relacionadas. Fue presidente de la Asociación de Escritores de Horror de 1998 a 2000. Otras obras suyas de este género fueron: Moon Dance, Dark angels y las colecciones Tagging the Moon: Fairy Tales of L.A. y The Pavilion of Frozen Women. En 1997 escribió la novela juvenil de vampiros The Vampire's Beautiful Daughter. También escribió y dirigió la película de terror de culto The Laughing Dead y fue coator de Bram Stoker's Burial of the Rats (1995), producido por Roger Corman. También escribió la novela semiautobiográfica Jasmine Nights.
En 1981 ganó el premio Astounding al mejor escritor novel y, en 2017, el premio Kulturpreis Europa.